# 12324 Van Rompaey
12324 Van Rompaey este un asteroid din centura principală de asteroizi.

## Descriere
12324 Van Rompaey este un asteroid din centura principală de asteroizi. A fost descoperit pe 2 septembrie 1992 la Observatorul La Silla de Eric Walter Elst. Asteroidul prezintă o orbită caracterizată de o semiaxă mare de 2,26 ua, o excentricitate de 0,14 și o înclinație de 2,3° în raport cu ecliptica.